# Cryptus annulicornis
Cryptus annulicornis là một loài tò vò trong họ Ichneumonidae.